# 上海宝钢足球俱乐部
上海宝钢足球俱乐部（FC Baosteel Shanghai）是一支已经不活跃在国家足球联赛系统的球队，球队在中国足球职业化进程之前就已经存在了，为上海足球人才的培养做出了不错的贡献。
宝钢足球俱乐部是隶属于宝钢集团的足球队，集团每年也对球队投入几百万元的资金支持，俱乐部总体上说还是比较正规的，培养出最知名的球员有李诚铭、霍智宇、李扣成等往后进入上海申花一线的球员，由于上海球市一直被几支甲A和甲B球队所占据着，球队的几名核心球员也先后被高级别球队所挖走，一直处于乙级联赛水平的宝钢足球俱乐部在屡次冲甲失败后，在1999年完全从全国联赛系统中淡出。

## 俱乐部大事
| 年 份  | 事 件                                                                   |
| ------ | ----------------------------------------------------------------------- |
| 1989年 | 金州赛区第3名 被淘汰。                                                  |
| 1996年 | 华东区复赛出线 决赛阶段 第一阶段小组赛第3名 被淘汰。                    |
| 1997年 | 东区出线 决赛阶段 小组赛第4名 被淘汰。                                  |
| 1998年 | 华东区出线 总决赛因通过体能测试的队员均不足14人，按规定被取消比赛资格。 |
| 1999年 | 宝钢足球队退出了全国乙级联赛。                                          |

## 著名球员
- 李诚铭
- 霍智宇
- 李扣成
- 帕诺夫（英语：Aleksandr Panov (footballer)）